# سباق سيراتزيت تشالنج للسيدات 2024
سباق سيراتزيت تشالنج للسيدات 2024 (بالإسبانية: La Vuelta Femenina 2024)‏ هو سباق دراجات هوائية من فئة  1.1، وهو الموسم العاشر من سباق سيراتزيت تشالنج، وأقيم خلال الفترة من 28 أبريل 2024، وحتى 5 مايو 2024 ضمن سباقات طواف العالم للدراجات للسيدات 2024، وشارك فيه  144 متسابقاً ووصل إلى نهايته  116 متسابقاً.
فاز بالمركز الأول وفي تصنيف الجبال ديمي فوليرينغ، وحلَّ في المركز الثاني ريجان ماركوس، بينما جاء إليسا ونغو بورغيني في المركز الثالث، وتصدر تصنيف طواف العالم، أما ترتيب الفرق، فقد فاز به 2024 Team SD Worx-Protime ‏، بينما فاز ماريان فوس بترتيب النقاط.

## الفرق
| فرق سيدات عالمية (13)- إن إكس تي جي ريسينغ ‏ - كانيون–إس آر إيه إم ريسينغ 2024 ‏ - FDJ–Suez ‏ - بلانتور بورا سيلينج تيم ‏ - رالي سايكلنج 2024 ‏ - Lidl–Trek (women's team) ‏ - Liv AlUla Jayco ‏ - موفيستار للسيدات ‏ - فريق كوجياس ميتلر لوك برو للدراجات ‏ - إس دي وركس ‏ - فريق سنويب للسيدات ‏ - جامبو فيسما للسيدات ‏ - يو أي أيه تيم 2024 ‏ فرق دراجات قارية سيدات (8)- بيبينك ‏ - EF Education–Oatly ‏ - انيكات سايكلنج تيم ‏ - لابورال كوتكسا فونداسيون يوسكادي ‏ - لوتو بيليسول للسيدات ‏ - تيم كوب هايتك بوردكتس ‏ - باركهوتل فالكنبورغ ‏ - شارينت ماريتايم سيلينج للسيدات ‏ |  |
| |  |

## المراحل
| قائمة المراحل | قائمة المراحل | قائمة المراحل              | قائمة المراحل               | قائمة المراحل | قائمة المراحل             | قائمة المراحل |
| المرحلة       | التاريخ       | الدورة                     |                             | المسافة (كم)  | الفائز بالمرحلة           | القائد العام  |
| ------------- | ------------- | -------------------------- | --------------------------- | ------------- | ------------------------- | ------------- |
| المرحلة 1     | 28 أبريل      | بلنسية – بلنسية            | سباق الطريق ضد الساعة للفرق | 16            | Lidl–Trek (women's team) ‏ | Gaia Realini ‏ |
| المرحلة 2     | 29 أبريل      | Buñol ‏ – مونكوفا           | مرحلة مستوية                | 118           | أليسون جاكسون             | Blanka Vas ‏   |
| المرحلة 3     | 30 أبريل      | اليسانة – طرويل            | مرحلة جبلية                 | 131           | ماريان فوس                | Blanka Vas ‏   |
| المرحلة 4     | 1 مايو        | Molina de Aragón ‏ – سرقسطة | مرحلة مستوية                | 142           | كريستين فولكنر            | ماريان فوس    |
| المرحلة 5     | 2 مايو        | وشقة – خاجا                | مرحلة جبلية                 | 113           | ديمي فوليرينغ             | ديمي فوليرينغ |
| المرحلة 6     | 3 مايو        | طرسونة – فينويسا           | مرحلة جبلية                 | 132           | Évita Muzic ‏              | ديمي فوليرينغ |
| المرحلة 7     | 4 مايو        | شنت إشتيبن – سيغونثة       | مرحلة جبلية                 | 126           | ماريان فوس                | ديمي فوليرينغ |
| المرحلة 8     | 5 مايو        | مدريد – Valdesquí ‏         | مرحلة جبلية                 | 89            | ديمي فوليرينغ             | ديمي فوليرينغ |

## النتيجة

### مرحلة 1
هي مرحلة من نوع سباق الزمن على الطريق للفرق، أقيمت في 28 أبريل 2024، وامتدّت لمسافة 16 كيلومتر. فاز بالمركز الأول، أما ترتيب الفرق، فقد فاز به 2024 Lidl-Trek Women ‏، وتصدر الترتيب العام Gaia Realini ‏.
| التصنيف العام | التصنيف العام      | التصنيف العام             | التصنيف العام | التصنيف العام |
| المتسابقة     | المتسابقة          | الفريق                    | الوقت         |               |
| ------------- | ------------------ | ------------------------- | ------------- | ------------- |
| 1             | Gaia Realini ‏      | Lidl–Trek (women's team) ‏ | 19 د 20 ث     |               |
| 2             | ليزي ديجنان        | Lidl–Trek (women's team) ‏ | + 0 ث         |               |
| 3             | برودي شابمان       | Lidl–Trek (women's team) ‏ | + 0 ث         |               |
| 4             | إليسا ونغو بورغيني | Lidl–Trek (women's team) ‏ | + 0 ث         |               |
| 5             | أماندا سبرات       | Lidl–Trek (women's team) ‏ | + 0 ث         |               |
| 6             | Elynor Bäckstedt ‏  | Lidl–Trek (women's team) ‏ | + 0 ث         |               |
| 7             | إيلين فان دايك     | Lidl–Trek (women's team) ‏ | + 0 ث         |               |
| 8             | ريجان ماركوس       | جامبو فيسما للسيدات ‏      | + 0 ث         |               |
| 9             | آنا هندرسون        | جامبو فيسما للسيدات ‏      | + 0 ث         |               |
| 10            | ماريان فوس         | جامبو فيسما للسيدات ‏      | + 0 ث         |               |
|               |                    |                           |               |               |
|               |                    |                           |               |               |

### مرحلة 2
هي مرحلة مستوية، أقيمت في 29 أبريل 2024، وامتدّت لمسافة 118 كيلومتر. فاز بالمركز الأول، وتصدر ترتيب النقاط أليسون جاكسون، وتصدر الترتيب العام Blanka Kata Vas ‏، وتصدر تصنيف القتال Idoia Eraso ‏، أما ترتيب الفرق، فقد فاز به 2024 Lidl-Trek Women ‏، وتصدر ترتيب التسلق Karlijn Swinkels ‏.
| التصنيف العام | التصنيف العام      | التصنيف العام             | التصنيف العام | التصنيف العام |
| المتسابقة     | المتسابقة          | الفريق                    | الوقت         |               |
| ------------- | ------------------ | ------------------------- | ------------- | ------------- |
| 1             | Blanka Vas ‏        | إس دي وركس ‏               | 3 س 10 د 14 ث |               |
| 2             | أليسون جاكسون      | EF Education–Oatly ‏       | + 8 ث         |               |
| 3             | إليسا ونغو بورغيني | Lidl–Trek (women's team) ‏ | + 9 ث         |               |
| 4             | Eva van Agt ‏       | جامبو فيسما للسيدات ‏      | + 9 ث         |               |
| 5             | هولندا             | جامبو فيسما للسيدات ‏      | + 9 ث         |               |
| 6             | ريجان ماركوس       | جامبو فيسما للسيدات ‏      | + 9 ث         |               |
| 7             | ماريان فوس         | جامبو فيسما للسيدات ‏      | + 9 ث         |               |
| 8             | أماندا سبرات       | Lidl–Trek (women's team) ‏ | + 9 ث         |               |
| 9             | Gaia Realini ‏      | Lidl–Trek (women's team) ‏ | + 9 ث         |               |
| 10            | برودي شابمان       | Lidl–Trek (women's team) ‏ | + 9 ث         |               |
|               |                    |                           |               |               |
|               |                    |                           |               |               |

### مرحلة 3
هي مرحلة جبلية، أقيمت في 30 أبريل 2024، وامتدّت لمسافة 131 كيلومتر. فاز بالمركز الأول ماريان فوس، وتصدر تصنيف القتال Mireia Benito ‏، وتصدر ترتيب النقاط والترتيب العام Blanka Kata Vas ‏، وتصدر ترتيب التسلق Karlijn Swinkels ‏، أما ترتيب الفرق، فقد فاز به 2024 Lidl-Trek Women ‏.
| التصنيف العام | التصنيف العام      | التصنيف العام             | التصنيف العام | التصنيف العام |
| المتسابقة     | المتسابقة          | الفريق                    | الوقت         |               |
| ------------- | ------------------ | ------------------------- | ------------- | ------------- |
| 1             | Blanka Vas ‏        | إس دي وركس ‏               | 6 س 57 د 04 ث |               |
| 2             | ماريان فوس         | جامبو فيسما للسيدات ‏      | + 1 ث         |               |
| 3             | أليسون جاكسون      | EF Education–Oatly ‏       | + 10 ث        |               |
| 4             | إليسا ونغو بورغيني | Lidl–Trek (women's team) ‏ | + 11 ث        |               |
| 5             | Eva van Agt ‏       | جامبو فيسما للسيدات ‏      | + 11 ث        |               |
| 6             | ريجان ماركوس       | جامبو فيسما للسيدات ‏      | + 11 ث        |               |
| 7             | أماندا سبرات       | Lidl–Trek (women's team) ‏ | + 11 ث        |               |
| 8             | هولندا             | جامبو فيسما للسيدات ‏      | + 11 ث        |               |
| 9             | Gaia Realini ‏      | Lidl–Trek (women's team) ‏ | + 11 ث        |               |
| 10            | برودي شابمان       | Lidl–Trek (women's team) ‏ | + 11 ث        |               |
|               |                    |                           |               |               |
|               |                    |                           |               |               |

### مرحلة 4
هي مرحلة مستوية، أقيمت في 1 مايو 2024، وامتدّت لمسافة 142 كيلومتر. فاز بالمركز الأول كريستين فولكنر، وتصدر ترتيب النقاط Blanka Kata Vas ‏، وتصدر ترتيب التسلق Karlijn Swinkels ‏، وتصدر تصنيف القتال مارلين رويسر، أما ترتيب الفرق، فقد فاز به 2024 Team SD Worx-Protime ‏، وتصدر الترتيب العام ماريان فوس.
| التصنيف العام | التصنيف العام       | التصنيف العام             | التصنيف العام | التصنيف العام |
| المتسابقة     | المتسابقة           | الفريق                    | الوقت         |               |
| ------------- | ------------------- | ------------------------- | ------------- | ------------- |
| 1             | ماريان فوس          | جامبو فيسما للسيدات ‏      | 9 س 59 د 42 ث |               |
| 2             | Blanka Vas ‏         | إس دي وركس ‏               | + 5 ث         |               |
| 3             | كريستين فولكنر      | EF Education–Oatly ‏       | + 9 ث         |               |
| 4             | إليسا ونغو بورغيني  | Lidl–Trek (women's team) ‏ | + 18 ث        |               |
| 5             | أليسون جاكسون       | EF Education–Oatly ‏       | + 19 ث        |               |
| 6             | ريجان ماركوس        | جامبو فيسما للسيدات ‏      | + 20 ث        |               |
| 7             | ديمي فوليرينغ       | إس دي وركس ‏               | + 21 ث        |               |
| 8             | مارلين رويسر        | إس دي وركس ‏               | + 21 ث        |               |
| 9             | Niamh Fisher-Black ‏ | إس دي وركس ‏               | + 21 ث        |               |
| 10            | كاتارزينا نيفيادوما | كانيون–إس آر إيه إم ‏      | + 28 ث        |               |
|               |                     |                           |               |               |
|               |                     |                           |               |               |

### مرحلة 5
هي مرحلة جبلية، أقيمت في 2 مايو 2024، وامتدّت لمسافة 113 كيلومتر. فاز بالمركز الأول، وتصدر الترتيب العام ديمي فوليرينغ، وتصدر تصنيف القتال Lourdes Oyarbide ‏، وتصدر ترتيب التسلق Karlijn Swinkels ‏، أما ترتيب الفرق، فقد فاز به 2024 Team SD Worx-Protime ‏، وتصدر ترتيب النقاط ماريان فوس.
| التصنيف العام | التصنيف العام       | التصنيف العام             | التصنيف العام  | التصنيف العام |
| المتسابقة     | المتسابقة           | الفريق                    | الوقت          |               |
| ------------- | ------------------- | ------------------------- | -------------- | ------------- |
| 1             | ديمي فوليرينغ       | إس دي وركس ‏               | 13 س 09 د 45 ث |               |
| 2             | إليسا ونغو بورغيني  | Lidl–Trek (women's team) ‏ | + 31 ث         |               |
| 3             | ريجان ماركوس        | جامبو فيسما للسيدات ‏      | + 53 ث         |               |
| 4             | كريستين فولكنر      | EF Education–Oatly ‏       | + 1 د 10 ث     |               |
| 5             | جولييت لابوس        | فريق سنويب للسيدات ‏       | + 1 د 13 ث     |               |
| 6             | مارلين رويسر        | إس دي وركس ‏               | + 1 د 23 ث     |               |
| 7             | Niamh Fisher-Black ‏ | إس دي وركس ‏               | + 1 د 34 ث     |               |
| 8             | كاتارزينا نيفيادوما | كانيون–إس آر إيه إم ‏      | + 1 د 47 ث     |               |
| 9             | ماريان فوس          | جامبو فيسما للسيدات ‏      | + 2 د 07 ث     |               |
| 10            | Silke Smulders ‏     | Liv AlUla Jayco ‏          | + 2 د 41 ث     |               |
|               |                     |                           |                |               |
|               |                     |                           |                |               |

### مرحلة 6
هي مرحلة جبلية، أقيمت في 3 مايو 2024، وامتدّت لمسافة 132 كيلومتر. فاز بالمركز الأول Évita Muzic ‏، وتصدر الترتيب العام ديمي فوليرينغ، وتصدر ترتيب التسلق Karlijn Swinkels ‏، وتصدر تصنيف القتال Claudia San Justo ‏، أما ترتيب الفرق، فقد فاز به 2024 Team SD Worx-Protime ‏، وتصدر ترتيب النقاط ماريان فوس.
| التصنيف العام | التصنيف العام        | التصنيف العام             | التصنيف العام  | التصنيف العام |
| المتسابقة     | المتسابقة            | الفريق                    | الوقت          |               |
| ------------- | -------------------- | ------------------------- | -------------- | ------------- |
| 1             | ديمي فوليرينغ        | إس دي وركس ‏               | 17 س 20 د 01 ث |               |
| 2             | إليسا ونغو بورغيني   | Lidl–Trek (women's team) ‏ | + 56 ث         |               |
| 3             | ريجان ماركوس         | جامبو فيسما للسيدات ‏      | + 1 د 14 ث     |               |
| 4             | جولييت لابوس         | فريق سنويب للسيدات ‏       | + 1 د 38 ث     |               |
| 5             | Niamh Fisher-Black ‏  | إس دي وركس ‏               | + 2 د 16 ث     |               |
| 6             | Évita Muzic ‏         | FDJ–Suez ‏                 | + 2 د 42 ث     |               |
| 7             | مارلين رويسر         | إس دي وركس ‏               | + 2 د 52 ث     |               |
| 8             | Ricarda Bauernfeind ‏ | كانيون–إس آر إيه إم ‏      | + 3 د 17 ث     |               |
| 9             | Yara Kastelijn ‏      | بلانتور بورا سيلينج تيم ‏  | + 3 د 25 ث     |               |
| 10            | كريستين فولكنر       | EF Education–Oatly ‏       | + 3 د 29 ث     |               |
|               |                      |                           |                |               |
|               |                      |                           |                |               |

### مرحلة 7
هي مرحلة جبلية، أقيمت في 4 مايو 2024، وامتدّت لمسافة 126 كيلومتر. فاز بالمركز الأول، وتصدر ترتيب النقاط ماريان فوس، وتصدر الترتيب العام ديمي فوليرينغ، وتصدر ترتيب التسلق Karlijn Swinkels ‏، أما ترتيب الفرق، فقد فاز به 2024 Team SD Worx-Protime ‏، وتصدر تصنيف القتال Anya Louw ‏.
| التصنيف العام | التصنيف العام        | التصنيف العام             | التصنيف العام  | التصنيف العام |
| المتسابقة     | المتسابقة            | الفريق                    | الوقت          |               |
| ------------- | -------------------- | ------------------------- | -------------- | ------------- |
| 1             | ديمي فوليرينغ        | إس دي وركس ‏               | 20 س 47 د 59 ث |               |
| 2             | إليسا ونغو بورغيني   | Lidl–Trek (women's team) ‏ | + 52 ث         |               |
| 3             | ريجان ماركوس         | جامبو فيسما للسيدات ‏      | + 1 د 14 ث     |               |
| 4             | جولييت لابوس         | فريق سنويب للسيدات ‏       | + 1 د 48 ث     |               |
| 5             | Niamh Fisher-Black ‏  | إس دي وركس ‏               | + 2 د 16 ث     |               |
| 6             | Évita Muzic ‏         | FDJ–Suez ‏                 | + 2 د 42 ث     |               |
| 7             | كريستين فولكنر       | EF Education–Oatly ‏       | + 3 د 23 ث     |               |
| 8             | مارلين رويسر         | إس دي وركس ‏               | + 3 د 24 ث     |               |
| 9             | Ricarda Bauernfeind ‏ | كانيون–إس آر إيه إم ‏      | + 3 د 27 ث     |               |
| 10            | Yara Kastelijn ‏      | بلانتور بورا سيلينج تيم ‏  | + 4 د 07 ث     |               |
|               |                      |                           |                |               |
|               |                      |                           |                |               |

### مرحلة 8
هي مرحلة جبلية، أقيمت في 5 مايو 2024، وامتدّت لمسافة 89 كيلومتر. فاز بالمركز الأول، وتصدر ترتيب التسلق والترتيب العام ديمي فوليرينغ، وتصدر تصنيف القتال Mireia Benito ‏، أما ترتيب الفرق، فقد فاز به 2024 Team SD Worx-Protime ‏، وتصدر ترتيب النقاط ماريان فوس.

## المشاركون
| موفيستار للسيدات ‏ MOV | موفيستار للسيدات ‏ MOV         | موفيستار للسيدات ‏ MOV |
| --------------------- | ----------------------------- | --------------------- |
| م                     | عداء                          | مرتبة                 |
| 1                     | ليان ليبرت (طريق)             | 31                    |
| 2                     | Olivia Baril ‏                 | 30                    |
| 3                     | Emma Norsgaard                | لم يكمل السباق-3      |
| 4                     | Jelena Erić (cyclist) ‏ (طريق) | 77                    |
| 5                     | شيلا جوتيريز                  | 66                    |
| 6                     | سارا مارتين                   | لم يبدأ-8             |
| 7                     | Mareille Meijering ‏           | 67                    |

| إس دي وركس ‏ SDW | إس دي وركس ‏ SDW          | إس دي وركس ‏ SDW |
| --------------- | ------------------------ | --------------- |
| م               | عداء                     | مرتبة           |
| 11              | Niamh Fisher-Black ‏      | 7               |
| 12              | Mischa Bredewold ‏ (طريق) | 40              |
| 13              | إيلينا سيتشيني           | 56              |
| 14              | باربرا جوارشي            | 95              |
| 15              | مارلين رويسر (طريق)      | 13              |
| 16              | Blanka Vas ‏ (طريق)       | 57              |
| 17              | ديمي فوليرينغ (طريق)     | 1               |

| Lidl–Trek (women's team) ‏ LTK | Lidl–Trek (women's team) ‏ LTK | Lidl–Trek (women's team) ‏ LTK |
| ----------------------------- | ----------------------------- | ----------------------------- |
| م                             | عداء                          | مرتبة                         |
| 21                            | Elynor Bäckstedt ‏             | 104                           |
| 22                            | برودي شابمان                  | 43                            |
| 23                            | Lizzie Deignan                | 58                            |
| 24                            | إليسا ونغو بورغيني (طريق)     | 3                             |
| 25                            | Gaia Realini ‏                 | لم يبدأ-6                     |
| 26                            | أماندا سبرات                  | 18                            |
| 27                            | Ellen van Dijk                | لم يبدأ-4                     |

| كانيون–إس آر إيه إم ‏ CSR | كانيون–إس آر إيه إم ‏ CSR | كانيون–إس آر إيه إم ‏ CSR |
| ------------------------ | ------------------------ | ------------------------ |
| م                        | عداء                     | مرتبة                    |
| 31                       | Neve Bradbury ‏           | لم يكمل السباق           |
| 32                       | Zoe Bäckstedt ‏           | 93                       |
| 33                       | Ricarda Bauernfeind ‏     | 6                        |
| 35                       | أنطونيا نيدرماير         | 11                       |
| 36                       | كاتارزينا نيفيادوما      | لم يبدأ-6                |
| 37                       | Maike van der Duin ‏      | 86                       |

| يو أي أيه تيم ‏ UAD | يو أي أيه تيم ‏ UAD | يو أي أيه تيم ‏ UAD |
| ------------------ | ------------------ | ------------------ |
| م                  | عداء               | مرتبة              |
| 41                 | Mikayla Harvey ‏    | 49                 |
| 42                 | ألينا أمياليوسيك   | لم يكمل السباق-8   |
| 43                 | يوجينة بوجاك       | 60                 |
| 44                 | Alena Ivanchenko ‏  | 23                 |
| 45                 | إيريكا ماجندي      | 15                 |
| 46                 | Tereza Neumanová ‏  | لم يكمل السباق-5   |
| 47                 | Karlijn Swinkels ‏  | 36                 |

| فريق سنويب للسيدات ‏ DFP | فريق سنويب للسيدات ‏ DFP | فريق سنويب للسيدات ‏ DFP |
| ----------------------- | ----------------------- | ----------------------- |
| م                       | عداء                    | مرتبة                   |
| 51                      | جولييت لابوس            | 4                       |
| 52                      | Rachele Barbieri ‏       | 92                      |
| 53                      | Eleonora Ciabocco ‏      | 44                      |
| 54                      | Daniek Hengeveld ‏       | 100                     |
| 55                      | Charlotte Kool ‏         | 91                      |
| 56                      | Abi Smith ‏              | 65                      |
| 57                      | Nienke Vinke ‏           | 34                      |

| جامبو فيسما للسيدات ‏ TVL | جامبو فيسما للسيدات ‏ TVL | جامبو فيسما للسيدات ‏ TVL |
| ------------------------ | ------------------------ | ------------------------ |
| م                        | عداء                     | مرتبة                    |
| 61                       | ماريان فوس               | 24                       |
| 62                       | كارلين آختيريكته         | 59                       |
| 63                       | آنا هندرسون              | لم يبدأ-3                |
| 64                       | ريجان ماركوس             | 2                        |
| 65                       | Maud Oudeman ‏            | 48                       |
| 66                       | Eva van Agt ‏             | لم يبدأ-8                |
| 67                       | NED                      | 38                       |

| FDJ–Suez ‏ FST | FDJ–Suez ‏ FST      | FDJ–Suez ‏ FST    |
| ------------- | ------------------ | ---------------- |
| م             | عداء               | مرتبة            |
| 71            | Évita Muzic ‏       | 5                |
| 72            | غريس براون         | 17               |
| 73            | مارتا كافالي       | لم يبدأ-3        |
| 74            | Coralie Demay ‏     | 73               |
| 75            | Vittoria Guazzini ‏ | لم يكمل السباق-3 |
| 76            | Amber Kraak ‏       | 45               |
| 77            | Alessia Vigilia ‏   | 55               |

| بلانتور بورا سيلينج تيم ‏ FED | بلانتور بورا سيلينج تيم ‏ FED | بلانتور بورا سيلينج تيم ‏ FED |
| ---------------------------- | ---------------------------- | ---------------------------- |
| م                            | عداء                         | مرتبة                        |
| 81                           | Yara Kastelijn ‏              | 8                            |
| 82                           | Greta Marturano ‏             | 22                           |
| 83                           | Flora Perkins ‏               | 61                           |
| 84                           | Pauliena Rooijakkers ‏        | 9                            |
| 85                           | Carina Schrempf ‏ (طريق)      | 75                           |
| 86                           | Petra Stiasny ‏               | 51                           |
| 87                           | Aniek van Alphen ‏            | لم يكمل السباق-6             |

| لابورال كوتكسا فونداسيون يوسكادي ‏ LKF | لابورال كوتكسا فونداسيون يوسكادي ‏ LKF | لابورال كوتكسا فونداسيون يوسكادي ‏ LKF |
| ------------------------------------- | ------------------------------------- | ------------------------------------- |
| م                                     | عداء                                  | مرتبة                                 |
| 91                                    | Debora Silvestri ‏                     | لم يبدأ-7                             |
| 92                                    | Idoia Eraso ‏                          | 114                                   |
| 93                                    | Lourdes Oyarbide ‏                     | 107                                   |
| 94                                    | Nadia Quagliotto ‏                     | 50                                    |
| 95                                    | Aileen Schweikart ‏                    | 25                                    |
| 96                                    | Laura Tomasi ‏                         | 64                                    |
| 97                                    | Cristina Tonetti ‏                     | 88                                    |

| Liv AlUla Jayco ‏ LAJ | Liv AlUla Jayco ‏ LAJ            | Liv AlUla Jayco ‏ LAJ |
| -------------------- | ------------------------------- | -------------------- |
| م                    | عداء                            | مرتبة                |
| 101                  | مارغريتا فيكتوريا غارسيا (طريق) | 20                   |
| 102                  | Caroline Andersson ‏             | 32                   |
| 103                  | جورجيا بيكر                     | 81                   |
| 104                  | Teniel Campbell ‏                | 83                   |
| 105                  | Ingvild Gåskjenn ‏               | 14                   |
| 106                  | Georgie Howe ‏                   | 109                  |
| 107                  | Silke Smulders ‏                 | 21                   |

| فريق كوجياس ميتلر لوك برو للدراجات ‏ CGS | فريق كوجياس ميتلر لوك برو للدراجات ‏ CGS | فريق كوجياس ميتلر لوك برو للدراجات ‏ CGS |
| --------------------------------------- | --------------------------------------- | --------------------------------------- |
| م                                       | عداء                                    | مرتبة                                   |
| 111                                     | تمارا بالابولينا ‏ (طريق)                | 35                                      |
| 112                                     | Antri Christoforou ‏ (طريق)              | 94                                      |
| 113                                     | Maggie Coles-Lyster ‏                    | 96                                      |
| 114                                     | Natalie Grinczer ‏                       | لم يكمل السباق-3                        |
| 115                                     | Elena Hartmann ‏                         | لم يكمل السباق-5                        |
| 116                                     | آنا كيزنهوفر                            | 108                                     |
| 117                                     | Giorgia Vettorello ‏                     | 69                                      |

| إن إكس تي جي ريسينغ ‏ AGS | إن إكس تي جي ريسينغ ‏ AGS | إن إكس تي جي ريسينغ ‏ AGS |
| ------------------------ | ------------------------ | ------------------------ |
| م                        | عداء                     | مرتبة                    |
| 121                      | Sarah Gigante ‏           | 19                       |
| 122                      | Mireia Benito ‏           | 41                       |
| 123                      | Justine Ghekiere ‏        | لم يبدأ-4                |
| 124                      | Anya Louw ‏               | 85                       |
| 125                      | Ilse Pluimers ‏           | 70                       |
| 126                      | Maud Rijnbeek ‏           | 72                       |
| 127                      | Julie Van de Velde ‏      | لم يكمل السباق-8         |

| رالي سايكلنج ‏ HPH | رالي سايكلنج ‏ HPH   | رالي سايكلنج ‏ HPH |
| ----------------- | ------------------- | ----------------- |
| م                 | عداء                | مرتبة             |
| 131               | Yuliia Biriukova ‏   | 68                |
| 132               | Henrietta Christie ‏ | 28                |
| 134               | رومي كاسبر          | 62                |
| 135               | Marit Raaijmakers ‏  | لم يكمل السباق-5  |
| 136               | ليلي وليامز         | 54                |
| 137               | Silvia Zanardi ‏     | 98                |

| EF Education–Oatly ‏ EFC | EF Education–Oatly ‏ EFC | EF Education–Oatly ‏ EFC |
| ----------------------- | ----------------------- | ----------------------- |
| م                       | عداء                    | مرتبة                   |
| 141                     | Clara Emond ‏            | لم يبدأ-3               |
| 142                     | Kim Cadzow ‏             | 10                      |
| 143                     | Veronica Ewers ‏         | 46                      |
| 144                     | كريستين فولكنر          | 12                      |
| 145                     | أليسون جاكسون (طريق)    | 63                      |
| 146                     | كلارا كوبينبرج          | 39                      |
| 147                     | Magdeleine Vallieres ‏   | 29                      |

| باركهوتل فالكنبورغ ‏ VWT | باركهوتل فالكنبورغ ‏ VWT | باركهوتل فالكنبورغ ‏ VWT |
| ----------------------- | ----------------------- | ----------------------- |
| م                       | عداء                    | مرتبة                   |
| 151                     | Laura Molenaar ‏         | 84                      |
| 152                     | Valerie Demey ‏          | 52                      |
| 153                     | Anne Dijkstra ‏          | 33                      |
| 154                     | Eline Jansen ‏           | 27                      |
| 155                     | Quinty Schoens ‏         | 37                      |
| 156                     | Sabrina Stultiens ‏      | لم يبدأ-3               |
| 157                     | Marith Vanhove ‏         | لم يكمل السباق-4        |

| لوتو بيليسول للسيدات ‏ LDL | لوتو بيليسول للسيدات ‏ LDL | لوتو بيليسول للسيدات ‏ LDL |
| ------------------------- | ------------------------- | ------------------------- |
| م                         | عداء                      | مرتبة                     |
| 161                       | ثاليتا دي جونج            | 16                        |
| 162                       | Wilma Aintila ‏            | 80                        |
| 163                       | Maureen Arens ‏            | 102                       |
| 164                       | Fauve Bastiaenssen ‏       | 101                       |
| 165                       | Audrey De Keersmaeker ‏    | 97                        |
| 166                       | Mieke Docx ‏               | 113                       |
| 167                       | Esmée Gielkens ‏           | 99                        |

| انيكات سايكلنج تيم ‏ EIC | انيكات سايكلنج تيم ‏ EIC | انيكات سايكلنج تيم ‏ EIC |
| ----------------------- | ----------------------- | ----------------------- |
| م                       | عداء                    | مرتبة                   |
| 171                     | Andrea Alzate‏           | لم يكمل السباق-7        |
| 172                     | Valentina Basilico ‏     | 105                     |
| 173                     | Daniela Campos ‏         | 74                      |
| 174                     | Ariana Gilabert ‏        | 78                      |
| 175                     | Adele Normand‏           | لم يكمل السباق-3        |
| 176                     | Claudia San Justo ‏      | 116                     |
| 177                     | Carolina Vargas‏         | لم يكمل السباق-8        |

| بيبينك ‏ BPK | بيبينك ‏ BPK                   | بيبينك ‏ BPK |
| ----------- | ----------------------------- | ----------- |
| م           | عداء                          | مرتبة       |
| 181         | Monica Trinca Colonel ‏        | 26          |
| 182         | Andrea Casagranda ‏            | 87          |
| 183         | Selene Colombi‏                | لم يبدأ-4   |
| 184         | Ana Vitória Magalhães ‏ (طريق) | 89          |
| 185         | Nora Jenčušová ‏ (طريق)        | 90          |
| 186         | Angela Oro‏                    | 110         |
| 187         | Beatrice Pozzobon‏             | 115         |

| شارينت ماريتايم سيلينج للسيدات ‏ WIN | شارينت ماريتايم سيلينج للسيدات ‏ WIN | شارينت ماريتايم سيلينج للسيدات ‏ WIN |
| ----------------------------------- | ----------------------------------- | ----------------------------------- |
| م                                   | عداء                                | مرتبة                               |
| 191                                 | Karolina Perekitko ‏                 | 42                                  |
| 192                                 | Noémie Abgrall ‏                     | 71                                  |
| 193                                 | Marine Allione ‏                     | 53                                  |
| 194                                 | Floraine Bernard‏                    | لم يكمل السباق-3                    |
| 195                                 | Aurela Nerlo ‏                       | 111                                 |
| 196                                 | Tang Xin (cyclist) ‏                 | 112                                 |
| 197                                 | Constance Valentin‏                  | 106                                 |

| تيم كوب هايتك بوردكتس ‏ HPU | تيم كوب هايتك بوردكتس ‏ HPU | تيم كوب هايتك بوردكتس ‏ HPU |
| -------------------------- | -------------------------- | -------------------------- |
| م                          | عداء                       | مرتبة                      |
| 201                        | India Grangier ‏            | لم يكمل السباق-3           |
| 202                        | Camilla Rånes Bye‏          | لم يبدأ-6                  |
| 203                        | Stine Dale ‏                | 79                         |
| 204                        | Sigrid Ytterhus Haugset ‏   | 47                         |
| 205                        | Stina Kagevi ‏              | 76                         |
| 206                        | Magdalene Lind ‏            | 82                         |
| 207                        | Eline Van Rooijen ‏         | 103                        |

| موفيستار للسيدات ‏ MOV | موفيستار للسيدات ‏ MOV         | موفيستار للسيدات ‏ MOV |
| --------------------- | ----------------------------- | --------------------- |
| م                     | عداء                          | مرتبة                 |
| 1                     | ليان ليبرت (طريق)             | 31                    |
| 2                     | Olivia Baril ‏                 | 30                    |
| 3                     | Emma Norsgaard                | لم يكمل السباق-3      |
| 4                     | Jelena Erić (cyclist) ‏ (طريق) | 77                    |
| 5                     | شيلا جوتيريز                  | 66                    |
| 6                     | سارا مارتين                   | لم يبدأ-8             |
| 7                     | Mareille Meijering ‏           | 67                    |

| إس دي وركس ‏ SDW | إس دي وركس ‏ SDW          | إس دي وركس ‏ SDW |
| --------------- | ------------------------ | --------------- |
| م               | عداء                     | مرتبة           |
| 11              | Niamh Fisher-Black ‏      | 7               |
| 12              | Mischa Bredewold ‏ (طريق) | 40              |
| 13              | إيلينا سيتشيني           | 56              |
| 14              | باربرا جوارشي            | 95              |
| 15              | مارلين رويسر (طريق)      | 13              |
| 16              | Blanka Vas ‏ (طريق)       | 57              |
| 17              | ديمي فوليرينغ (طريق)     | 1               |

| Lidl–Trek (women's team) ‏ LTK | Lidl–Trek (women's team) ‏ LTK | Lidl–Trek (women's team) ‏ LTK |
| ----------------------------- | ----------------------------- | ----------------------------- |
| م                             | عداء                          | مرتبة                         |
| 21                            | Elynor Bäckstedt ‏             | 104                           |
| 22                            | برودي شابمان                  | 43                            |
| 23                            | Lizzie Deignan                | 58                            |
| 24                            | إليسا ونغو بورغيني (طريق)     | 3                             |
| 25                            | Gaia Realini ‏                 | لم يبدأ-6                     |
| 26                            | أماندا سبرات                  | 18                            |
| 27                            | Ellen van Dijk                | لم يبدأ-4                     |

| كانيون–إس آر إيه إم ‏ CSR | كانيون–إس آر إيه إم ‏ CSR | كانيون–إس آر إيه إم ‏ CSR |
| ------------------------ | ------------------------ | ------------------------ |
| م                        | عداء                     | مرتبة                    |
| 31                       | Neve Bradbury ‏           | لم يكمل السباق           |
| 32                       | Zoe Bäckstedt ‏           | 93                       |
| 33                       | Ricarda Bauernfeind ‏     | 6                        |
| 35                       | أنطونيا نيدرماير         | 11                       |
| 36                       | كاتارزينا نيفيادوما      | لم يبدأ-6                |
| 37                       | Maike van der Duin ‏      | 86                       |

| يو أي أيه تيم ‏ UAD | يو أي أيه تيم ‏ UAD | يو أي أيه تيم ‏ UAD |
| ------------------ | ------------------ | ------------------ |
| م                  | عداء               | مرتبة              |
| 41                 | Mikayla Harvey ‏    | 49                 |
| 42                 | ألينا أمياليوسيك   | لم يكمل السباق-8   |
| 43                 | يوجينة بوجاك       | 60                 |
| 44                 | Alena Ivanchenko ‏  | 23                 |
| 45                 | إيريكا ماجندي      | 15                 |
| 46                 | Tereza Neumanová ‏  | لم يكمل السباق-5   |
| 47                 | Karlijn Swinkels ‏  | 36                 |

| فريق سنويب للسيدات ‏ DFP | فريق سنويب للسيدات ‏ DFP | فريق سنويب للسيدات ‏ DFP |
| ----------------------- | ----------------------- | ----------------------- |
| م                       | عداء                    | مرتبة                   |
| 51                      | جولييت لابوس            | 4                       |
| 52                      | Rachele Barbieri ‏       | 92                      |
| 53                      | Eleonora Ciabocco ‏      | 44                      |
| 54                      | Daniek Hengeveld ‏       | 100                     |
| 55                      | Charlotte Kool ‏         | 91                      |
| 56                      | Abi Smith ‏              | 65                      |
| 57                      | Nienke Vinke ‏           | 34                      |

| جامبو فيسما للسيدات ‏ TVL | جامبو فيسما للسيدات ‏ TVL | جامبو فيسما للسيدات ‏ TVL |
| ------------------------ | ------------------------ | ------------------------ |
| م                        | عداء                     | مرتبة                    |
| 61                       | ماريان فوس               | 24                       |
| 62                       | كارلين آختيريكته         | 59                       |
| 63                       | آنا هندرسون              | لم يبدأ-3                |
| 64                       | ريجان ماركوس             | 2                        |
| 65                       | Maud Oudeman ‏            | 48                       |
| 66                       | Eva van Agt ‏             | لم يبدأ-8                |
| 67                       | NED                      | 38                       |

| FDJ–Suez ‏ FST | FDJ–Suez ‏ FST      | FDJ–Suez ‏ FST    |
| ------------- | ------------------ | ---------------- |
| م             | عداء               | مرتبة            |
| 71            | Évita Muzic ‏       | 5                |
| 72            | غريس براون         | 17               |
| 73            | مارتا كافالي       | لم يبدأ-3        |
| 74            | Coralie Demay ‏     | 73               |
| 75            | Vittoria Guazzini ‏ | لم يكمل السباق-3 |
| 76            | Amber Kraak ‏       | 45               |
| 77            | Alessia Vigilia ‏   | 55               |

| بلانتور بورا سيلينج تيم ‏ FED | بلانتور بورا سيلينج تيم ‏ FED | بلانتور بورا سيلينج تيم ‏ FED |
| ---------------------------- | ---------------------------- | ---------------------------- |
| م                            | عداء                         | مرتبة                        |
| 81                           | Yara Kastelijn ‏              | 8                            |
| 82                           | Greta Marturano ‏             | 22                           |
| 83                           | Flora Perkins ‏               | 61                           |
| 84                           | Pauliena Rooijakkers ‏        | 9                            |
| 85                           | Carina Schrempf ‏ (طريق)      | 75                           |
| 86                           | Petra Stiasny ‏               | 51                           |
| 87                           | Aniek van Alphen ‏            | لم يكمل السباق-6             |

| لابورال كوتكسا فونداسيون يوسكادي ‏ LKF | لابورال كوتكسا فونداسيون يوسكادي ‏ LKF | لابورال كوتكسا فونداسيون يوسكادي ‏ LKF |
| ------------------------------------- | ------------------------------------- | ------------------------------------- |
| م                                     | عداء                                  | مرتبة                                 |
| 91                                    | Debora Silvestri ‏                     | لم يبدأ-7                             |
| 92                                    | Idoia Eraso ‏                          | 114                                   |
| 93                                    | Lourdes Oyarbide ‏                     | 107                                   |
| 94                                    | Nadia Quagliotto ‏                     | 50                                    |
| 95                                    | Aileen Schweikart ‏                    | 25                                    |
| 96                                    | Laura Tomasi ‏                         | 64                                    |
| 97                                    | Cristina Tonetti ‏                     | 88                                    |

| Liv AlUla Jayco ‏ LAJ | Liv AlUla Jayco ‏ LAJ            | Liv AlUla Jayco ‏ LAJ |
| -------------------- | ------------------------------- | -------------------- |
| م                    | عداء                            | مرتبة                |
| 101                  | مارغريتا فيكتوريا غارسيا (طريق) | 20                   |
| 102                  | Caroline Andersson ‏             | 32                   |
| 103                  | جورجيا بيكر                     | 81                   |
| 104                  | Teniel Campbell ‏                | 83                   |
| 105                  | Ingvild Gåskjenn ‏               | 14                   |
| 106                  | Georgie Howe ‏                   | 109                  |
| 107                  | Silke Smulders ‏                 | 21                   |

| فريق كوجياس ميتلر لوك برو للدراجات ‏ CGS | فريق كوجياس ميتلر لوك برو للدراجات ‏ CGS | فريق كوجياس ميتلر لوك برو للدراجات ‏ CGS |
| --------------------------------------- | --------------------------------------- | --------------------------------------- |
| م                                       | عداء                                    | مرتبة                                   |
| 111                                     | تمارا بالابولينا ‏ (طريق)                | 35                                      |
| 112                                     | Antri Christoforou ‏ (طريق)              | 94                                      |
| 113                                     | Maggie Coles-Lyster ‏                    | 96                                      |
| 114                                     | Natalie Grinczer ‏                       | لم يكمل السباق-3                        |
| 115                                     | Elena Hartmann ‏                         | لم يكمل السباق-5                        |
| 116                                     | آنا كيزنهوفر                            | 108                                     |
| 117                                     | Giorgia Vettorello ‏                     | 69                                      |

| إن إكس تي جي ريسينغ ‏ AGS | إن إكس تي جي ريسينغ ‏ AGS | إن إكس تي جي ريسينغ ‏ AGS |
| ------------------------ | ------------------------ | ------------------------ |
| م                        | عداء                     | مرتبة                    |
| 121                      | Sarah Gigante ‏           | 19                       |
| 122                      | Mireia Benito ‏           | 41                       |
| 123                      | Justine Ghekiere ‏        | لم يبدأ-4                |
| 124                      | Anya Louw ‏               | 85                       |
| 125                      | Ilse Pluimers ‏           | 70                       |
| 126                      | Maud Rijnbeek ‏           | 72                       |
| 127                      | Julie Van de Velde ‏      | لم يكمل السباق-8         |

| رالي سايكلنج ‏ HPH | رالي سايكلنج ‏ HPH   | رالي سايكلنج ‏ HPH |
| ----------------- | ------------------- | ----------------- |
| م                 | عداء                | مرتبة             |
| 131               | Yuliia Biriukova ‏   | 68                |
| 132               | Henrietta Christie ‏ | 28                |
| 134               | رومي كاسبر          | 62                |
| 135               | Marit Raaijmakers ‏  | لم يكمل السباق-5  |
| 136               | ليلي وليامز         | 54                |
| 137               | Silvia Zanardi ‏     | 98                |

| EF Education–Oatly ‏ EFC | EF Education–Oatly ‏ EFC | EF Education–Oatly ‏ EFC |
| ----------------------- | ----------------------- | ----------------------- |
| م                       | عداء                    | مرتبة                   |
| 141                     | Clara Emond ‏            | لم يبدأ-3               |
| 142                     | Kim Cadzow ‏             | 10                      |
| 143                     | Veronica Ewers ‏         | 46                      |
| 144                     | كريستين فولكنر          | 12                      |
| 145                     | أليسون جاكسون (طريق)    | 63                      |
| 146                     | كلارا كوبينبرج          | 39                      |
| 147                     | Magdeleine Vallieres ‏   | 29                      |

| باركهوتل فالكنبورغ ‏ VWT | باركهوتل فالكنبورغ ‏ VWT | باركهوتل فالكنبورغ ‏ VWT |
| ----------------------- | ----------------------- | ----------------------- |
| م                       | عداء                    | مرتبة                   |
| 151                     | Laura Molenaar ‏         | 84                      |
| 152                     | Valerie Demey ‏          | 52                      |
| 153                     | Anne Dijkstra ‏          | 33                      |
| 154                     | Eline Jansen ‏           | 27                      |
| 155                     | Quinty Schoens ‏         | 37                      |
| 156                     | Sabrina Stultiens ‏      | لم يبدأ-3               |
| 157                     | Marith Vanhove ‏         | لم يكمل السباق-4        |

| لوتو بيليسول للسيدات ‏ LDL | لوتو بيليسول للسيدات ‏ LDL | لوتو بيليسول للسيدات ‏ LDL |
| ------------------------- | ------------------------- | ------------------------- |
| م                         | عداء                      | مرتبة                     |
| 161                       | ثاليتا دي جونج            | 16                        |
| 162                       | Wilma Aintila ‏            | 80                        |
| 163                       | Maureen Arens ‏            | 102                       |
| 164                       | Fauve Bastiaenssen ‏       | 101                       |
| 165                       | Audrey De Keersmaeker ‏    | 97                        |
| 166                       | Mieke Docx ‏               | 113                       |
| 167                       | Esmée Gielkens ‏           | 99                        |

| انيكات سايكلنج تيم ‏ EIC | انيكات سايكلنج تيم ‏ EIC | انيكات سايكلنج تيم ‏ EIC |
| ----------------------- | ----------------------- | ----------------------- |
| م                       | عداء                    | مرتبة                   |
| 171                     | Andrea Alzate‏           | لم يكمل السباق-7        |
| 172                     | Valentina Basilico ‏     | 105                     |
| 173                     | Daniela Campos ‏         | 74                      |
| 174                     | Ariana Gilabert ‏        | 78                      |
| 175                     | Adele Normand‏           | لم يكمل السباق-3        |
| 176                     | Claudia San Justo ‏      | 116                     |
| 177                     | Carolina Vargas‏         | لم يكمل السباق-8        |

| بيبينك ‏ BPK | بيبينك ‏ BPK                   | بيبينك ‏ BPK |
| ----------- | ----------------------------- | ----------- |
| م           | عداء                          | مرتبة       |
| 181         | Monica Trinca Colonel ‏        | 26          |
| 182         | Andrea Casagranda ‏            | 87          |
| 183         | Selene Colombi‏                | لم يبدأ-4   |
| 184         | Ana Vitória Magalhães ‏ (طريق) | 89          |
| 185         | Nora Jenčušová ‏ (طريق)        | 90          |
| 186         | Angela Oro‏                    | 110         |
| 187         | Beatrice Pozzobon‏             | 115         |

| شارينت ماريتايم سيلينج للسيدات ‏ WIN | شارينت ماريتايم سيلينج للسيدات ‏ WIN | شارينت ماريتايم سيلينج للسيدات ‏ WIN |
| ----------------------------------- | ----------------------------------- | ----------------------------------- |
| م                                   | عداء                                | مرتبة                               |
| 191                                 | Karolina Perekitko ‏                 | 42                                  |
| 192                                 | Noémie Abgrall ‏                     | 71                                  |
| 193                                 | Marine Allione ‏                     | 53                                  |
| 194                                 | Floraine Bernard‏                    | لم يكمل السباق-3                    |
| 195                                 | Aurela Nerlo ‏                       | 111                                 |
| 196                                 | Tang Xin (cyclist) ‏                 | 112                                 |
| 197                                 | Constance Valentin‏                  | 106                                 |

| تيم كوب هايتك بوردكتس ‏ HPU | تيم كوب هايتك بوردكتس ‏ HPU | تيم كوب هايتك بوردكتس ‏ HPU |
| -------------------------- | -------------------------- | -------------------------- |
| م                          | عداء                       | مرتبة                      |
| 201                        | India Grangier ‏            | لم يكمل السباق-3           |
| 202                        | Camilla Rånes Bye‏          | لم يبدأ-6                  |
| 203                        | Stine Dale ‏                | 79                         |
| 204                        | Sigrid Ytterhus Haugset ‏   | 47                         |
| 205                        | Stina Kagevi ‏              | 76                         |
| 206                        | Magdalene Lind ‏            | 82                         |
| 207                        | Eline Van Rooijen ‏         | 103                        |

## التصنيف العام النهائي
| التصنيف العام         | التصنيف العام         | التصنيف العام             | التصنيف العام  | التصنيف العام |
| المتسابقة             | المتسابقة             | الفريق                    | الوقت          |               |
| --------------------- | --------------------- | ------------------------- | -------------- | ------------- |
| 1                     | ديمي فوليرينغ         | إس دي وركس ‏               | 23 س 30 د 55 ث |               |
| 2                     | ريجان ماركوس          | جامبو فيسما للسيدات ‏      | + 1 د 49 ث     |               |
| 3                     | إليسا ونغو بورغيني    | Lidl–Trek (women's team) ‏ | + 2 د 00 ث     |               |
| 4                     | جولييت لابوس          | فريق سنويب للسيدات ‏       | + 2 د 58 ث     |               |
| 5                     | Évita Muzic ‏          | FDJ–Suez ‏                 | + 3 د 15 ث     |               |
| 6                     | Ricarda Bauernfeind ‏  | كانيون–إس آر إيه إم ‏      | + 4 د 33 ث     |               |
| 7                     | Niamh Fisher-Black ‏   | إس دي وركس ‏               | + 5 د 14 ث     |               |
| 8                     | Yara Kastelijn ‏       | بلانتور بورا سيلينج تيم ‏  | + 5 د 27 ث     |               |
| 9                     | Pauliena Rooijakkers ‏ | بلانتور بورا سيلينج تيم ‏  | + 5 د 42 ث     |               |
| 10                    | Kim Cadzow ‏           | EF Education–Oatly ‏       | + 6 د 19 ث     |               |
|                       |                       |                           |                |               |
| مصدر: ProCyclingStats |                       |                           |                |               |

### تصنيف النقاط
| تصنيف النقاط          | تصنيف النقاط       | تصنيف النقاط              | تصنيف النقاط | تصنيف النقاط |
| المتسابقة             | المتسابقة          | الفريق                    | النقاط       |              |
| --------------------- | ------------------ | ------------------------- | ------------ | ------------ |
| 1                     | ماريان فوس         | جامبو فيسما للسيدات ‏      | 190 نقطة     |              |
| 2                     | ديمي فوليرينغ      | إس دي وركس ‏               | 148 نقطة     |              |
| 3                     | ريجان ماركوس       | جامبو فيسما للسيدات ‏      | 134 نقطة     |              |
| 4                     | Évita Muzic ‏       | FDJ–Suez ‏                 | 108 نقطة     |              |
| 5                     | إليسا ونغو بورغيني | Lidl–Trek (women's team) ‏ | 107 نقطة     |              |
| 6                     | Blanka Vas ‏        | إس دي وركس ‏               | 104 نقطة     |              |
| 7                     | كريستين فولكنر     | EF Education–Oatly ‏       | 94 نقطة      |              |
| 8                     | جولييت لابوس       | فريق سنويب للسيدات ‏       | 71 نقطة      |              |
| 9                     | Karlijn Swinkels ‏  | يو أي أيه تيم ‏            | 70 نقطة      |              |
| 10                    | أليسون جاكسون      | EF Education–Oatly ‏       | 62 نقطة      |              |
|                       |                    |                           |              |              |
| مصدر: ProCyclingStats |                    |                           |              |              |

### تصنيف الجبال
| تصنيف الجبال          | تصنيف الجبال          | تصنيف الجبال              | تصنيف الجبال | تصنيف الجبال |
| المتسابقة             | المتسابقة             | الفريق                    | النقاط       |              |
| --------------------- | --------------------- | ------------------------- | ------------ | ------------ |
| 1                     | ديمي فوليرينغ         | إس دي وركس ‏               | 46 نقطة      |              |
| 2                     | Évita Muzic ‏          | FDJ–Suez ‏                 | 43 نقطة      |              |
| 3                     | Yara Kastelijn ‏       | بلانتور بورا سيلينج تيم ‏  | 26 نقطة      |              |
| 4                     | Karlijn Swinkels ‏     | يو أي أيه تيم ‏            | 20 نقطة      |              |
| 5                     | ريجان ماركوس          | جامبو فيسما للسيدات ‏      | 16 نقطة      |              |
| 6                     | Pauliena Rooijakkers ‏ | بلانتور بورا سيلينج تيم ‏  | 12 نقطة      |              |
| 7                     | Ricarda Bauernfeind ‏  | كانيون–إس آر إيه إم ‏      | 11 نقطة      |              |
| 8                     | إليسا ونغو بورغيني    | Lidl–Trek (women's team) ‏ | 10 نقطة      |              |
| 9                     | Niamh Fisher-Black ‏   | إس دي وركس ‏               | 8 نقطة       |              |
| 10                    | أنطونيا نيدرماير      | كانيون–إس آر إيه إم ‏      | 8 نقطة       |              |
|                       |                       |                           |              |              |
| مصدر: ProCyclingStats |                       |                           |              |              |

## تصنيف الفرق

### الفرق حسب الوقت
| تصنيف الفرق حسب الوقت | تصنيف الفرق حسب الوقت            | تصنيف الفرق حسب الوقت | تصنيف الفرق حسب الوقت |
| الفريق                | الفريق                           | الوقت                 |                       |
| --------------------- | -------------------------------- | --------------------- | --------------------- |
| 1                     | إس دي وركس ‏                      | 70 س 06 د 44 ث        |                       |
| 2                     | بلانتور بورا سيلينج تيم ‏         | + 13 د 40 ث           |                       |
| 3                     | EF Education–Oatly ‏              | + 21 د 25 ث           |                       |
| 4                     | Liv AlUla Jayco ‏                 | + 27 د 06 ث           |                       |
| 5                     | Lidl–Trek (women's team) ‏        | + 31 د 29 ث           |                       |
| 6                     | جامبو فيسما للسيدات ‏             | + 31 د 57 ث           |                       |
| 7                     | FDJ–Suez ‏                        | + 33 د 20 ث           |                       |
| 8                     | يو أي أيه تيم 2024 ‏              | + 38 د 18 ث           |                       |
| 9                     | كانيون–إس آر إيه إم ريسينغ 2024 ‏ | + 41 د 34 ث           |                       |
| 10                    | فريق سنويب للسيدات ‏              | + 48 د 52 ث           |                       |
|                       |                                  |                       |                       |
| مصدر: ProCyclingStats |                                  |                       |                       |

## وصلات خارجية
- لمحة عن سباق سباق سيراتزيت تشالنج للسيدات 2024 على موقع  ProCyclingStats   (برو  سايكلنج  ستاتس) - إحصاءات  محترفي  الدراجات.

- سباق سيراتزيت تشالنج للسيدات 2024 على موقع إحصائيات الدراجات الإحترافية (الإنجليزية)